# マージョリー・ハインズ
マージョリー・ハインズ (Marjorie Heins、1946年 - ）は、合衆国憲法修正第1条の弁護士、著作家、表現の自由政策プロジェクトの創設者。 

## 著書
- 子供たちの前では止めなさい

## 訴訟事件
ハインズの訴訟には以下が含まれる。
- レノ対アメリカ自由人権協会事件